# Джонсон, Брайант Стэнли
Брайан Стэнли Джонсон, обычно — Б. С. Джонсон (англ. Bryan Stanley Johnson, B. S. Johnson; 5 февраля 1933, Лондон — 13 ноября 1973, там же) — британский писатель
 и кинорежиссёр

-экспериментатор.

## Биография
Из рабочей семьи. Не окончил школу, сменил множество работ, занимался самоучкой. Затем прошёл годичный курс подготовки к университету в Беркбек-колледже, поступил в Кингс-колледж и окончил его. Экспериментировал с формой публикации своей прозы (разрозненные страницы и др.), участвовал в групповых литературных проектах (коллективный роман-палимпсест London Consequences в соавторстве с Оливией Мэннинг, Маргарет Дрэббл, Полом Эйблманом, Пирсом Полом Ридом и др., издан им вместе с Маргарет Дрэббл в 1972). На протяжении многих лет вёл отдел поэзии в журнале Transatlantic Review. Осознав коммерческий неуспех всех своих начинаний и не справившись с семейными проблемами, покончил с собой (вскрыл вены).

## Книги
- Путешествующие/ Travelling People (1963)
- Statement against corpses (1964, новеллы в соавторстве с Зульфикаром Гузом)
- Альберт Анджело/ Albert Angelo (1964)
- Трал/ Trawl (1966)
- Неудачники/ The Unfortunates (1969)
- House Mother Normal (1971)
- Двойная бухгалтерия Кристи Малри/ Christie Malry’s Own Double-Entry (1973)
- See the Old Lady Decently (1975)

## Наследие
После нескольких десятилетий полускрытого культа в узком кругу знатоков, в 2000-е годы к Джонсону пришло запоздалое, хотя по-прежнему не очень широкое признание. Его книги переизданы в Англии, переведены на французский, немецкий, итальянский, польский, чешский, японский языки. По роману «Двойная бухгалтерия Кристи Малри» был снят одноимённый фильм (, , его сценарий номинировался на премию BAFTA). Биографию писателя Like A Fiery Elephant: The Story of B.S. Johnson (2004, переизд. 2005, 2006, премия Сэмюэла Джонсона) создал Джонатан Коу. Несколько книг о творчестве Джонсона вышли в Великобритании, Франции, Германии, США, Нидерландах, по его прозе защищен ряд диссертаций. В 2009 учреждено Общество Б. С. Джонсона (), на конец 2013 планируется к выходу журнал, посвящённый писателю (). В апреле 2013 Британский институт кино выпустил DVD с фильмами Джонсона.